# The Pickwick Papers (film 1952)
The Pickwick Papers è un film del 1952 diretto da Noel Langley.